# Agrio

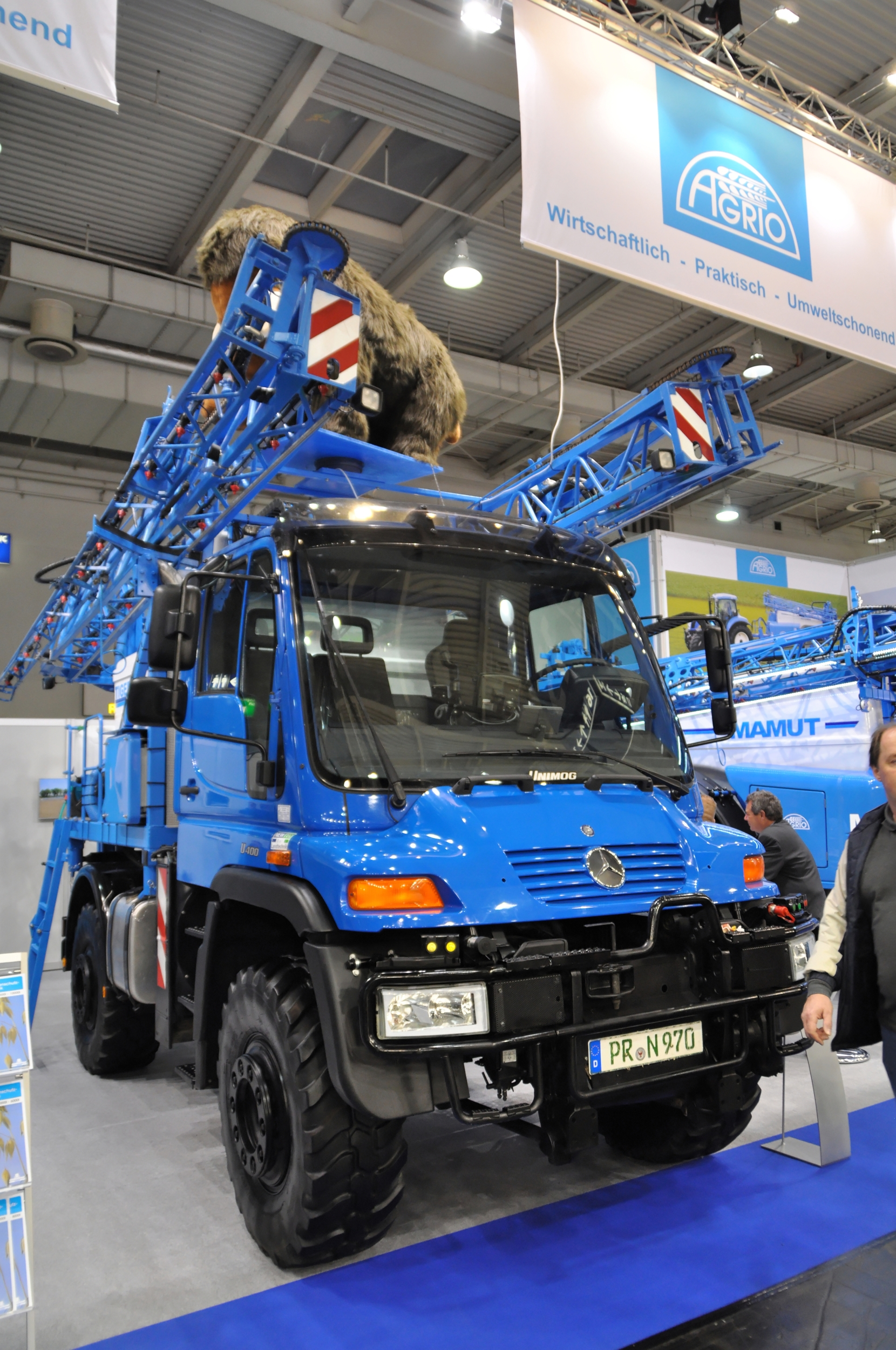
Selbstfahrspritze von Agrio

AGRIO MZS s.r.o. (Eigenschreibweise: Agrio) ist ein tschechischer Hersteller von Landmaschinen. Das Unternehmen stellt Pflanzenschutzspritzen her.
Nach eigenen Angaben exportiert Agrio rund 65 Prozent der Maschinen in andere mitteleuropäische Staaten. In Deutschland erfolgt der Import durch drei verschiedene Unternehmen.

## Geschichte
Agrio wurde 1993 von Ivan Olšan in Křemže im Okres Český Krumlov in Tschechien gegründet. Zu Beginn wurden vor allem tschechische Pflanzenschutzspritzen modernisiert und mit Spritz-Computern der Firma LH-Agro ausgerüstet. Später wurden auch die Gestänge der Spritzen modernisiert. Im gleichen Jahr erwarb Agrio auch die Lizenz-Baurechte für die Gestänge des deutschen Unternehmens Gerätebau Soester Börde, seitdem werden komplette Pflanzenschutzspritzen hergestellt.
Im Jahr 2000 verlegte man die Produktion vom Ortskern in den Ortsteil Mříč. Dafür erwarb man das Gelände eines ehemaligen landwirtschaftlichen Betriebes, welches modernisiert und erweitert wurde. 2004 begann man eine Kooperation mit der deutschen Bräutigam GmbH. Anschließend wurden Trägerfahrzeuge von Bräutigam mit Pflanzenschutzspritzen von Agrio ausgestattet. 2006 wurde am Unternehmenssitz eine weitere Produktionshalle errichtet.
2015 wurde die erste eigene selbstfahrende Pflanzenschutzspritze vorgestellt.